# Mark Donovan
Mark Jamie Donovan (* 3. dubna 1999) je britský profesionální silniční cyklista jezdící za UCI ProTeam Q36.5 Pro Cycling Team. V říjnu 2020 byl jmenován na startovní listině Vuelty a España 2020.

## Hlavní výsledky

### Silniční cyklistika
2017
Giro di Basilicata
 celkový vítěz
 vítěz bodovací soutěže
vítěz 3. etapy
Aubel–Thimister–La Gleize
 celkový vítěz
vítěz etapy 2a (TTT)
Internationale Juniorendriedaagse
 vítěz vrchařské soutěže
Ronde des Vallées
5. místo celkově
2018
Giro della Valle d'Aosta
vítěz 2. etapy
Giro Ciclistico d'Italia
4. místo celkově
Volta ao Alentejo
6. místo celkově
Tour Alsace
7. místo celkově
2021
Tour of Britain
9. místo celkově
2023
Sibiu Cycling Tour
 celkový vítěz
Giro di Sicilia
5. místo celkově
Tour of Britain
5. místo celkově

#### Výsledky na Grand Tours
| Grand Tour      | 2020 | 2021 | 2022 |
| --------------- | ---- | ---- | ---- |
| Giro d'Italia   | —    | —    | —    |
| Tour de France  | —    | 45   | —    |
| Vuelta a España | 48   | —    | DNF  |

| —   | Nezúčastnil se |
| DNF | Nedokončil     |

### Cyklokros
2016
Národní šampionát
 vítěz závodu juniorů
Národní juniorský pohár
3. místo Derby